# Bisdom Cabanatuan
Het bisdom Cabanatuan (Latijn: Dioecesis Cabanatuanensis) is een rooms-katholiek bisdom met als zetel Cabanatuan, op de Filipijnen. Het bisdom is suffragaan aan het aartsbisdom Lingayen-Dagupan. 

## Geschiedenis
Het bisdom werd opgericht op 16 februari 1963, uit delen van het nieuw verheven aartsbisdom Lingayen-Dagupa en het bisdom San Fernando. Op 16 februari 1984 verloor het gebied bij oprichting van het bisdom San Jose.  

## Parochies
Het bisdom had in 2023 een oppervlakte van 2.744 km2 en telde 1.228.762 inwoners waarvan 84,3% rooms-katholiek was.

## Bisschoppen
- Mariano Gaviola y Garcés (8 maart 1963 - 31 mei 1967)
- Vicente Posada Reyes (8 augustus 1967 - 7 april 1983)
  - Pedro de Guzman Magugat (hulpbisschop: 23 april 1979 - 9 december 1981)
- Ciceron Santa Maria Tumbocon (7 april 1983 - 11 november 1990; coadjutor sinds 18 augustus 1982)
- Sofio Guinto Balce (11 november 1990 - 25 juni 2004; coadjutor sinds 21 mei 1988)
- Sofronio Aguirre Bancud (6 november 2004 - 8 december 2024; hulpbisschop sinds 24 mei 2001)
- Prudencio Padilla Andaya Jr. (8 december 2024 - heden)

## Galerij van afbeeldingen

Wapen van het bisdom
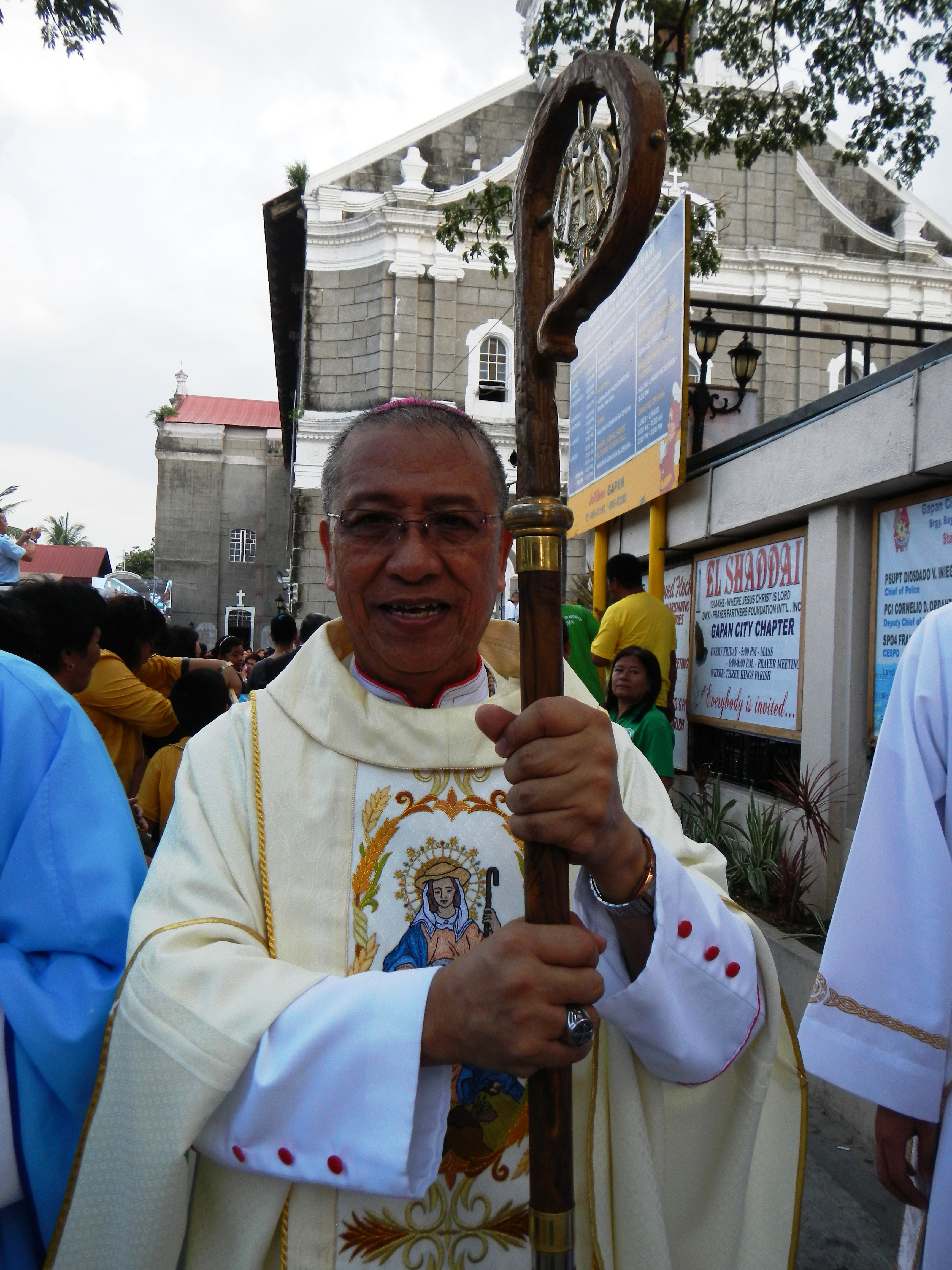
Bisschop Sofronio Aguirre Bancud (2004-2024)

Lingayen-Dagupan (aartsbisdom) · Alaminos · Cabanatuan · San Fernando de La Union · San Jose · Urdaneta